# 織音
織音（おりおん）は日本のゲーム原画家、イラストレーター。例外を除き、アリスソフトの社員として専属で仕事を行っている。既婚。自称「永遠の27歳」。

## 人物・略歴
名前の「織音」は自身の誕生月の星座である蠍座が関わるギリシャ神話オリオン座が由来となっている。
アリスソフトのファンであったことから同社に入社。看板タイトルであるランスシリーズのメイン原画を『Rance5D -ひとりぼっちの女の子-』から担当している。また、原画のほか、TADAと共にランスシリーズのキャラクターや世界観設定にも関わる。
モンスターやメカ、怪獣、妖怪などのデザインも得意とし、他作品にも設定、サブ原画、ボスデザイン担当として参加している。
人生を変えてくれた作品やキャラクターとして『魔法のプリンセス ミンキーモモ』を挙げる。
既婚であり、妻は同社シナリオスタッフのふみゃ。

## 作品リスト

### アリスソフト
- メイン原画担当
  - Rance5D -ひとりぼっちの女の子- [4]
  - RanceVI -ゼス崩壊- [5]
  - 戦国ランス[6]
  - Rance02 -反逆の少女たち-
  - ランス・クエスト[7]
  - ランス・クエスト マグナム[8]
  - ランス9 ヘルマン革命
  - Rance X -決戦-
  - DiaboLiQuE
  - 大悪司[4]
  - ままにょにょ[4]
  - DUNGEONS&DOLLS [4][5]

- サブ原画・デザイン・設定等
  - Rance IV -教団の遺産-
  - ランス4.1 〜お薬工場を救え!〜
  - ランス4.2 〜エンジェル組〜
  - 鬼畜王ランス[4]
  - 闘神都市2
  - 闘神都市III
  - 大番長 Big Bang Age
  - 大帝国[9]
  - ランス03 リーザス陥落
  - イブニクル
  - イブニクル2

### アニメ
- ネコぱら（第4話エンドカード[10]）
- 16bitセンセーション ANOTHER LAYER（第3話エンドカード[11]）

### ゲーム
- 英雄*戦姫（2012年3月30日、天狐）※ランスシリーズからゲスト参加した「上杉謙信」のデザインを担当。
- デモニオン 〜魔王の地下要塞〜（2012年4月27日、アストロノーツ・シリウス）※設定資料集ゲストイラスト寄稿。
- リング☆ドリーム 女子プロレス大戦（2012年12月20日、サクセス）※「薬師寺 いろり」、「シュバルツ・ネーベル」のデザインを担当。

### 書籍
- 画集
  - ALICESOFT Creator Works Vol.2 織音画集 織音計画（2018年5月、ホビージャパン）ISBN 9784798616735
  - ORION SCRIBBLES with CROQUIS ULTIMATE EDITION（2018年10月）